# Melig franjekelkje
Het melig franjekelkje (Proliferodiscus pulveraceus) is een schimmel uit de familie Lachnaceae. Het leeft saprotroof op allerlei takken van loofhout, met name in de zomer.

## Kenmerken
De apothecia (vruchtlichamen) zijn bijna zonder steel of hebben een korte steel. De hymenium (bovenkant) van de vruchtlichamen is oranje-geel, met een buitenste laag bedekt met lichte, grijze haren die goed zichtbaar zijn onder de microscoop, vooral als je ze in water bekijkt. De sporen zijn klein, van 5-8 x 1,5-2 micrometer.  De sporen meten 5-8 x 1,5-2 µm. De cellen van het excipulum vertonen typisch een violetkleuring in kaliumhydroxide (KOH).
Er bestaat ook een soort die lijkt op deze schimmel, genaamd Proliferodiscus inspersus, die vooral subtropisch is en een buitenkant heeft met witte haren.

## Verspreiding
In Nederland komt het melig franje kelkje zeldzaam voor.